# Cerkiew Narodzenia Matki Bożej w Rakvere
Cerkiew Narodzenia Matki Bożej – prawosławna cerkiew w Rakvere, w jurysdykcji eparchii tallińskiej Estońskiego Kościoła Prawosławnego.

## Historia
Pierwsza informacja o prawosławnych mieszkańcach Rakvere pochodzi z 1763, w roku tym w miejscowości czasowo znajdowała się pułkowa cerkiew Keksholmskiego Pułku Piechoty. Do 1838 nabożeństwa prawosławne w mieście odprawiali kapelani pułkowi rosyjskich jednostek wojskowych lub kapłani z cerkwi w Narwie i Tallinnie. W wymienionym roku rodziny rosyjskich kupców Trielinów, Owsiannikowów i Duszkinów podjęły starania na rzecz wzniesienia wolno stojącej cerkwi. W 1839 z kasy państwowej zakupiono dom doktora Siklera, który następnie przebudowano na prawosławną świątynię.
Cerkiew odwiedzali przed 1917 biskup ryski i mitawski Donat, gubernator estlandzki Siergiej Szachowskoj oraz wielki książę Włodzimierz Aleksandrowicz z żoną Marią Pawłowną.
W cerkwi szczególnym kultem otaczane są ikony Narodzenia Matki Bożej (patronalna), Mikołaja Cudotwórcy oraz kopia ikony Matki Bożej „Ukój Mój Smutek”. Po lewej stronie świątyni, w race, dla kultu wystawione są relikwie świętego kapłana-męczennika Sergiusza Fłorinskiego, służącego w miejscowej cerkwi w latach 1918–1919 i kanonizowanego w 2002.